# Lenore

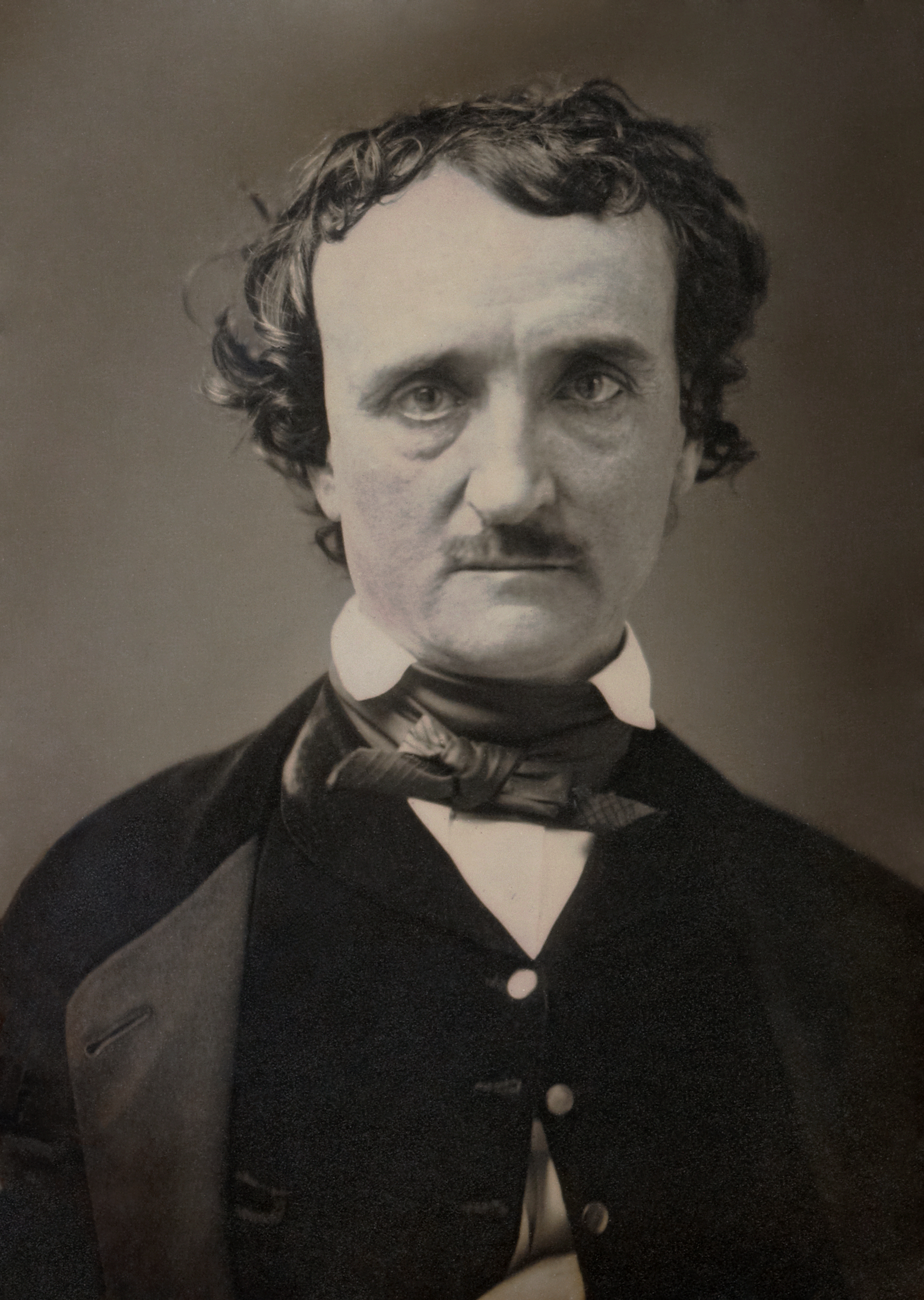
Edgar Allan Poe

Lenore ou em português Eleonora, é um conto de mistério e morte escrito por Edgar Allan Poe, que foi publicado em 1843. Este, é um dos vários contos em que se encontra a presença de um relacionamento entre primos. Sugere-se ainda que o tema de "morte de mulheres bonitas" que aparece frequentemente nas obras de Poe, decorre da perda de mulheres ao longo de sua vida, incluindo sua esposa Virgínia.

## Sinopse
O conto é narrado pelo personagem que é primo de Eleonora. Ele começa a narrativa como se tivesse tendo um diálogo com o leitor; neste, ele revela que o chamaram de louco, mas que nada estava resolvido, e prossegue propondo a hipótese de que seria verdade. O narrador conta que relatará sua vida em duas partes; a primeira em que estava na condição de uma razão lúcida, sendo fiel ao que aconteceu e que deve-se acreditar em suas palavras, a segunda porém, de sombra e dúvida que nem o mesmo, poder dizer o que foi real e o que não foi.
A primeira parte se passa no vale das Relvas Multicores, onde moravam Eleonora, sua mãe e seu primo, rodeados de paisagens esplendorosas, montanhas, flores e um rio, que assistiram anos de uma amizade que quinze anos depois, se transformaria num amor puro e sincero. “A beleza de Eleonora era angélica; era uma moça natural e inocente como a breve vida que levara entre as flores.” Tendo ela medo de que, ao morrer, o primo esquecesse dela, ficou aflita e triste. Vendo isso ele prostrou-se aos seus pés e prometeu-lhe que não se casaria com nenhuma outra mulher, e que se o fizesse, um castigo terrível (que se recusou revelar no conto) cairia sobre ele. Dias depois, Eleonora disse ao morrer tranquilamente, que, pelo que ele fizera para lhe confortar o espírito, o velaria em espírito quando morresse e, se lhe permitido, voltaria em forma visível nas vigílias da noite, mas,  se isso fosse realmente superior ao poder das almas no Paraíso, ela pelo menos daria frequentes indicações de sua, presença, suspirando ao seu lado no vento da tarde, ou enchendo o vento com o perfume dos turíbulos dos anjos. E, com essas palavras nos lábios, entregou sua vida inocente, pondo fim na primeira parte da história.
A segunda já começa com ele duvidando da sanidade de suas palavras, levando em conta o que vivera. Toda a beleza do local onde viveram foi desaparecendo... Mas promessas de Eleonora ficaram, ouvia ele, os turíbulos dos anjos com seu perfume, ventos carregados de suspiros e murmúrios. Além de, uma única vez, ser acordado por uma pressão de lábios espirituais em sua face. Logo isso se transformou em tormento, o que o fez deixar o vale.
Na cidade, as lembranças de Eleonora ainda se faziam. Foi então que, de repente, as lembranças cessaram e deram lugar a mais nobre e excelsa adoração a Hermengarde, uma jovem que se casara sem medo da maldição que poderia cair sobre ele. “O  que era a paixão pela jovem do vale, comparada com o fervor, o delírio, com o êxtase de adoração em que se encontrava sua alma em prantos aos pés de Hermengarde.” Em meio a uma noite sombria, ao dormir, ele ouvia uma voz doce e familiar que lhe disse: - Dorme em paz! Porque o Espírito do Amor reina e governa e, afeiçoando-te, com teu apaixonado coração, àquela que é Hermengarde, estás dispensado, em virtude de razões que irás conhecer no Céu, dos votos que fizeste a Eleonora.

## Ver Também
- Edgar Allan Poe
- Berenice
- A Máscara da Morte Rubra
- Coração Revelador
- O Gato Preto
- A Carta Roubada

## Ligações Externas
- http://www.poebrasil.com.br/

1. ↑  Hayes, Kevin J.,. The Cambridge companion to Edgar Allan Poe 1st ed ed. Cambridge: [s.n.] ISBN 0521793262. OCLC 48100587
2. 1 2 3  Magri, Ieda (julho de 2014). «Edgar Allan Poe- Obra Completa» (PDF). Files wordpress. Consultado em 23 de outubro de 2018